# Игнатов, Юрий Петрович
Ю́рий Петро́вич Игна́тов (7 февраля 1937, Калуга, Московская область — 9 июля 2022, Калуга) — советский футболист и футбольный арбитр, а также тренер.

## Биография
Занимался лёгкой атлетикой. Как футболист выступал за калужские команды мастеров.
Окончил Смоленский государственный институт физической культуры.
С 1962 года — футбольный судья. 1 июля 1974 года получил всесоюзную категорию. Провёл 126 матчей. 84 в качестве главного арбитра. Обслуживал матчи высшей лиги. Последний — 19 ноября 1982 года «Спартак» (Москва) — «Динамо» (Минск) — 3:4.
С 1969 по 1990 год был главным тренером калужского ФК «Заря», к созданию которого сам приложил руку. Под его руководством команда стала флагманом регионального футбола, выиграв по девять раз чемпионат и Кубок Калужской области, 8 —  Кубок Центра КФК, 3 раза Кубок РСФСР и дважды (1977, 1978) — Кубок СССР среди КФК. В Кубке СССР команда дважды доходила до 1/32 финала. В 1991 году Игнатова на должности главного тренера «Зари» сменил Леонид Шевченко.
Среди воспитанников тренера Игнатова известные футболисты Виталий Сафронов, Эдуард Дёмин, Владимир Скоков, Алексей Маркелов, Юрий Прохоров (главный тренер ЖФК «Калужанка», бронзовый призёр Чемпионата России и полуфиналист Кубка), Дмитрий Митрофанов (тренер ДЮСШ ПФК ЦСКА),
Сергей Болдин (лучший бомбардир в истории калужского футбола — 597 голов).
Руководил Калужской областной федерацией футбола.
Автор книги «История калужского футбола 1907—2007 гг.» (2009), изданий по истории футбола и воспитанию юных талантов.
Скончался 9 июля 2022 года.

## Достижения

### Личные
- Заслуженный тренер России[11][12]
- Почётный спортивный судья России

### Командные
«Заря»:
- Во второй лиге СССР — 2 место (в зональном турнире второй лиги 1984 года)
- В Кубке СССР — 1/32 финала (1985/1986, 1988/1989)
- Обладатель Кубка СССР среди КФК (1977, 1978)
- Обладатель Кубка РСФСР среди КФК (1976, 1978, 1979)
- Чемпион зоны «Центр» (1976)
- Обладатель Кубка Центра среди КФК (1971, 1972, 1973, 1974, 1976, 1977, 1978, 1979)
- Чемпион Калужской области (1972, 1975, 1976, 1977, 1978, 1979, 1980, 1981, 1982)
- Обладатель Кубка Калужской области (1971, 1972, 1973, 1974, 1975, 1976, 1977, 1979, 1982)

## Семья
- Жена — Ирина Дмитриевна[13]
  - Дочь — Ирина. Педагог начальных классов.